# Matthew Lopez
Matthew Cody Lopez, född 21 januari 1987 i Safford, är en amerikansk MMA-utövare som sedan 2016 tävlar i organisationen Ultimate Fighting Championship.